# Eddy Cue
Eduardo H. « Eddy » Cue est le vice-président senior des services et logiciels internet (senior vice president of Internet Software and Services) chez Apple. Il est hiérarchiquement placé sous le CEO, Tim Cook.
Il est diplômé (bachelor degree) de l'université Duke de Durham (Caroline du Nord)[réf. nécessaire].
Il a joué un rôle dans la création de l'Apple Store en ligne en 1998, de l'iTunes Music Store en 2003 et de l'App Store en 2008.
En novembre 2012, il prend en charge le logiciel de cartographie d'Apple, Plans ainsi que Siri.
Il rejoint le conseil d'administration de Ferrari en novembre 2012.